# Rio Bolvăşnicioara
O Rio Bolvăşnicioara é um rio da Romênia afluente do Rio Vârciorova, localizado no distrito de Caraş-Severin.